# Stefano Vetrano
Stefano Vetrano (Baiano, 25 marzo 1923 – Avellino, 1º agosto 2018) è stato un politico e sindacalista italiano, eletto nella IV e V legislatura alla Camera dei deputati.

## Biografia
Impegnato sindacalmente nella CGIL, fu segretario generale della Camera del Lavoro di Avellino dal 1956 al 1968.
Ha ricoperto il ruolo di sindaco della sua città natale. Esponente del PCI, venne eletto alla Camera nel 1968 nella V e poi confermato nel 1972 per la VI legislatura; concluse il mandato parlamentare nel 1976. 
Sposato con Annamaria ebbe due figli.